# Donndorf
Donndorf är en ortsteil i staden Roßleben-Wiehe i Kyffhäuserkreis i förbundslandet Thüringen i Tyskland. Donndorf var en kommun fram till den 1 januari 2019 när den uppgick i Roßleben-Wiehe. Donndorf hade 763 invånare 2018.